# Кетрин Најт
Кетрин Мери Најт (Тентерфилд, 24. октобар 1955) јесте аустралијски убица. Прва је жена у историји земље која је осуђена на доживотни затвор без условног отпуста. Она је осуђена за убиство свог партнера, Џона Чарлса Томаса Прајса, у фебруару 2000. године, а тренутно се налази у затвору у женском поправном центру Силверватер у Новом Јужном Велсу. Најт је избола Прајса на смрт, одерала му кожу, а затим ставила његову кожу на удицу за месо. Затим му је кувала главу и делове тела са намером да њима нахрани Прајсову децу, али ју је зауставила полиција.

## Биографија
Када је похађала средњу школу Мусвелбрук, Кетрин је постала самотњак и школски другови је памте као насилника који је стајао изнад мање деце. Она је оружјем напала најмање једног дечака у школи и једном ју је повредио учитељ, за кога је касније утврђено да је деловао у самоодбрани. Насупрот томе, када није била бесна, Најт је била узорна ученица и често је зарађивала награде за своје добро понашање. По изласку из школе са 15 година, а да није научила да чита и пише, запослила се као кројачица у фабрици одеће. Дванаест месеци касније, отишла је да започне оно што је називала „посао из снова“: сечење изнутрица у локалној кланици. Тамо је брзо унапређена и добила је сопствени сет месарских ножева . Код куће, ножеви су били окачени преко њеног кревета, тако да би, како је Најт рекла, „увек били при руци ако ми затребају“, што јој је остало као навика до заточеништва – свуда где је живела.
Џон Чарлс Томас Прајс (4. април 1955 — 1. март 2000) био је отац троје деце када је Најт започела везу са њим. Наводно, "сјајан момак" кога воле сви који су га познавали, његов брак је окончан 1988. Док је његова двогодишња ћерка остала са бившом супругом, двоје старије деце живело је са њим. Прајс је био свестан њене насилне репутације када се уселила код њега 1995. Његова деца су је волела; зарађивао је много новца радећи у локалним рудницима и, осим насилних свађа, у почетку је „живот био гомила ружа“.
Године 1998. Најт и Прајс су се свађали због његовог одбијања да се ожени њом. Као одмазду, она је снимила ствари које је наводно украо са посла и послала траку његовом шефу. Иако су предмети били застарели медицински комплети које је покупио са депоније за смеће компаније, Прајс је отпуштен са посла који је обављао седамнаест година. Истог дана ју је избацио и она се вратила у свој дом док се вест о томе шта је урадила проширила градом. Неколико месеци касније, Прајс је поново започео везу, иако је сада одбио да јој дозволи да се пресели код њега. Свађе су постале још учесталије, а већина његових пријатеља више не би имала ништа с њим док су остали заједно.
У фебруару 2000, серија напада на Прајса је кулминирала тако што га је Најт убола ножем у груди. Коначно му је досадило, избацио ју је из своје куће. Он се 29. фебруара зауставио у суду за прекршаје у Сконеу на путу на посао и добио забрану приласка у покушају да је држи подаље од себе и своје деце. Тог поподнева, Прајс је рекао својим сарадницима да ако не дође на посао следећег дана, то ће бити зато што га је Најт убила. Упркос њиховим молбама да се Прајс не враћа кући, он је изјавио да се плаши да би Најт убила његову децу ако то не учини. Прајс је стигао кући и открила да је Најт, иако није била тамо, послала децу на спавање у кућу пријатеља. Затим је провео вече са комшијама пре него што се вратио кући и отишао на спавање у 11 после подне. Раније тог дана, Најт је купила ново црно доње рубље и снимила сву своју децу док је давала коментаре који су од тада протумачени као груба воља . Касније је стигла у Прајсову кућу док је он спавао и седела гледајући телевизију неколико минута пре него што се истуширала. Она је тада пробудила Прајса и имали су секс, након чега је он заспао.
У шест ујутру сутрадан, комшија се забринуо јер је Прајсов ауто још увек био паркиран на прилазу, а када није стигао на посао, његов послодавац је послао радника да види шта није у реду. И комшија и колега са посла покушали су да покуцају на прозор Прајсове спаваће собе да га пробуде, али су обавестили полицију након што су приметили крв на улазним вратима. Након разваљивања задњих врата, полиција је пронашла Прајсово тело, а Најт је била у коми од узимања великог броја таблета. Убола је Прајса месарским ножем док је спавао. Према крвним доказима, пробудио се и покушао да упали светло пре него што је покушао да побегне док га је Најт јурила кроз кућу. Успео је да отвори улазна врата и изађе напоље, али је или назадовао унутра или је био одвучен назад у ходник, где је коначно умро након што је искрварио. Касније је Најт отишао у Абердин и подигла 1.000 долара са Прајсовог рачуна на банкомату. Прајсова обдукција је открила да је убоден најмање 37 пута, у предњи и задњи део тела, при чему су се многе ране прошириле на виталне органе .
Неколико сати након што је Прајс умро, Најт му је одерала кожу и окачила кожу са куке за месо на архитрав врата дневне собе. Затим је обезглавила Прајса и скувала делове његовог тела, сервирајући месо са печеним кромпиром, бундевом, цвеклом, тиквицама, купусом, жутом тиквом и сосом у две поставке за столом, заједно са белешкама поред сваког тањира, од којих свака има своје име једног од Прајсове деце на њему. Спремала се да сервира његове делове тела његовој деци. Трећи оброк је бачен на задњи травњак из непознатих разлога, а спекулише се да је Најт покушала да га поједе, али није могала. Ово је изнето у прилог њеној тврдњи да се не сећа злочина. Прајсова глава је пронађена у лонцу са поврћем. Лонац је још увек био топао, процењено је да је садржај лонца био на између 40 and 50 °C (104 and 122 °F), што показује да је кување обављено у раним јутарњим сатима. Нешто касније, Најт је поставио тело са левом руком пребаченом преко празне флаше безалкохолног пића од 1,25 литара са прекрштеним ногама. На суду се тврдило да је ово чин скрнављења којим се демонстрира њен презир према Прајсу. Најт је оставио руком писану белешку на врху Прајсове фотографије у којој је лажно наводила да је Прајс силовао њену кћи.
Дана 8. новембра, судија О'Киф је истакао да природа злочина и недостатак кајања оптужене захтевају строгу казну. Осудио ју је на доживотни затвор, одбио је да одреди период без условног отпуста, што је први пут да је то наметнуто једној жени у историји Аустралије.
У јуну 2006. Најт се жалила на доживотну казну, тврдећи да је казна доживотног затвора без могућности условног отпуста престрога за убиство. Судије су одбациле жалбу. Судија Мајкл Маклелан у својој пресуди написао: „Ово је био ужасан злочин, готово незамислив у цивилизованом друштву.